# Still Cruisin'
Albums de The Beach Boys
The Beach Boys
(1985) Summer in Paradise
(1992)
Still Cruisin' est le vingt-sixième album studio des Beach Boys sorti en 1989.
Il réunit d'anciens titres, des singles récemment sortis (Kokomo, Wipe Out), et trois nouvelles chansons : la chanson-titre, Somewhere Near Japan et Island Girl. Le succès de Kokomo l'année précédente a ramené les Beach Boys sur le devant de la scène, et Still Cruisin' devient rapidement disque d'or.

## Titres
1. Still Cruisin' (M. Love, T. Melcher) - 3:35
2. Somewhere Near Japan (B. Johnston, M. Love, T. Melcher, J. Phillips) - 4:48
3. Island Girl (A. Jardine) - 3:49
4. In My Car (B. Wilson, C. Wilson et A. Jardine) - 3:21
5. Kokomo (Love, McKenzie, Melcher, Phillips) - 3:35
6. Wipe Out (B. Berryhill, P. Connolly, J. Fuller, Ron Wilson (en)) - 4:00
7. Make It Big (Love, B. House, Melcher) - 3:08
8. I Get Around (B. Wilson, Love) - 2:09
9. Wouldn't It Be Nice (B. Wilson, T. Asher) - 2:22
10. California Girls (B. Wilson, Love) - 2:35